# Adoryphorus
Adoryphorus — род пластинчатоусых жуков из подсемейства дупляков.

## Виды
- Adoryphorus canei Carne, 1957
- Adoryphorus coulonii (Burmeister, 1847)
- Adoryphorus mellori Carne, 1957